# Got Me Started Tour
Got Me Started Tour es la primera gira de conciertos de la cantante argentina Tini Stoessel, realizada para promover su primer álbum de estudio TINI (Martina Stoessel). La gira inició el 18 de marzo de 2017 en Madrid, España y finalizó el 15 de enero de 2018 en Mar del Plata, Argentina. En sus espectáculos por Europa se estima que asistieron a todos ellos más de 11 mil personas, exceptuando el concierto en París, debido a que el recinto era de menor capacidad. Mientras tanto en Latinoamérica dio todos sus conciertos en Buenos Aires y otras ciudades totalmente agotados.

## Repertorio
España
1. Got me started
2. Don't Cry for Me
3. Finders Keepers
4. Si Tu Te Vas
5. Sigo Adelante
6. Veo Veo (Canción de Violetta)
7. Te Creo (Canción de Violetta)
8. Como Quieres (Canción de Violetta)
9. Crecimos Juntos (Canción de Violetta)
10. Ser Mejor (Acústico) (Canción de Violetta)
11. Se Escapa Tu Amor (Acústico) (Canción de Tini: El Gran Cambio de Violetta)
12. Yo Te Amo A Ti (Canción de Tini: El Gran Cambio de Violetta)
13. Lo Que Tu Alma Escribe
14. Libre Soy (Canción de Frozen)
15. Hoy Somos Más (Canción de Violetta)
16. All You Gotta Do
17. Sorry (Justin Bieber Cover) / Crazy In Love (Beyoncé Break Dance)
18. Confía en Mí (Canción de Tini: El Gran Cambio de Violetta)
19. En Mi Mundo (Canción de Violetta)
20. Great Escape
21. Siempre Brillarás (Canción de Tini: El Gran Cambio de Violetta)

 Argentina
1. Confía en Mí (Canción de Tini: El Gran Cambio de Violetta)
2. Don't Cry for Me
3. Finders Keepers
4. Sigo Adelante
5. Si Tu Te Vas
6. Veo Veo (Canción de Violetta)
7. Te Creo (Canción de Violetta)
8. Como Quieres (Canción de Violetta)
9. Crecimos Juntos (Canción de Violetta)
10. Ser Mejor (Acústico) (Canción de Violetta)
11. Se Escapa Tu Amor (Acústico) (Canción de Tini: El Gran Cambio de Violetta)
12. Yo Te Amo A Ti (Canción de Tini: El Gran Cambio de Violetta)
13. Lo Que Tu Alma Escribe
14. Libre Soy (Canción de Frozen)
15. All You Gotta Do
16. Sorry (Justin Bieber Cover) / Crazy In Love (Beyoncé Break Dance)
17. Ya No Hay Nadie Que Nos Pare participación Sebastián Yatra
18. Traicionera participación Sebastián Yatra
19. En Mi Mundo (Canción de Violetta)
20. Great Escape
21. Siempre Brillarás (Canción de Tini: El Gran Cambio de Violetta)

 Brasil Y  Perú
1. Confía en Mí (Tini: El Gran Cambio de Violetta)
2. Don't Cry for Me
3. Finders Keepers
4. Sigo Adelante
5. Si Tu Te Vas
6. Veo Veo (Canción de Violetta)
7. Te Creo (Canción de Violetta)
8. Como Quieres (Canción de Violetta)
9. Crecimos Juntos (Canción de Violetta)
10. Ser Mejor (Acústico) (Canción de Violetta)
11. Se Escapa Tu Amor (Acústico) (Canción de Tini: El Gran Cambio de Violetta)
12. Yo Te Amo A Ti (Canción de Tini: El Gran Cambio de Violetta)
13. Lo Que Tu Alma Escribe
14. Libre Soy (Canción de Frozen)
15. All You Gotta Do
16. Sorry (Justin Bieber Cover) / Crazy In Love (Beyoncé Break Dance)
17. Ya No Hay Nadie Que Nos Pare
18. En Mi Mundo (Canción de Violetta)
19. Great Escape
20. Siempre Brillarás (Canción de Tini: El Gran Cambio de Violetta)

 Chile
1. Confía en Mí (Tini: El Gran Cambio de Violetta)
2. Don't Cry for Me
3. Finders Keepers
4. Sigo Adelante
5. Si Tu Te Vas
6. Veo Veo (Canción de Violetta)
7. Te Creo (Canción de Violetta)
8. Como Quieres (Canción de Violetta)
9. Crecimos Juntos (Canción de Violetta)
10. Lucha Por Tus Sueños
11. Ser Mejor (Acústico) (Canción de Violetta)
12. Se Escapa Tu Amor (Acústico) (Canción de Tini: El Gran Cambio de Violetta)
13. Yo Te Amo A Ti (Canción de Tini: El Gran Cambio de Violetta)
14. Lo Que Tu Alma Escribe
15. Libre Soy (Canción de Frozen)
16. All You Gotta Do
17. Sorry (Justin Bieber Cover) / Crazy In Love (Beyoncé Break Dance)
18. Ya No Hay Nadie Que Nos Pare
19. En Mi Mundo (Canción de Violetta)
20. Great Escape
21. Siempre Brillarás (Canción de Tini: El Gran Cambio de Violetta)

 Argentina - Buenos Aires (octubre)
1. Confía en Mí (Canción de Tini: El Gran Cambio de Violetta)
2. Don't Cry for Me
3. Finders Keepers
4. Sigo Adelante
5. Si Tu Te Vas
6. Veo Veo (Canción de Violetta)
7. Te Creo (Canción de Violetta)
8. Como Quieres (Canción de Violetta)
9. Crecimos Juntos (Canción de Violetta)
10. Ser Mejor (Acústico) (Canción de Violetta)
11. Se Escapa Tu Amor (Acústico) (Canción de Tini: El Gran Cambio de Violetta)
12. Yo Te Amo A Ti (Canción de Tini: El Gran Cambio de Violetta) participación India Martínez
13. Corazón Hambriento participación India Martínez
14. Lo Que Tu Alma Escribe
15. Libre Soy (Canción de Frozen)
16. All You Gotta Do
17. Sorry (Justin Bieber Cover) / Crazy In Love (Beyoncé Break Dance)
18. Ya No Hay Nadie Que Nos Pare
19. En Mi Mundo (Canción de Violetta)
20. Great Escape
21. Siempre Brillarás (Canción de Tini: El Gran Cambio de Violetta)
22. Te Quiero Más

 Argentina - Córdoba
1. Confía en Mí (Canción de Tini: El Gran Cambio de Violetta)
2. Don't Cry for Me
3. Finders Keepers
4. Sigo Adelante
5. Si Tu Te Vas
6. Veo Veo (Canción de Violetta)
7. Te Creo (Canción de Violetta)
8. Como Quieres (Canción de Violetta)
9. Crecimos Juntos (Canción de Violetta)
10. Ser Mejor (Acústico) (Canción de Violetta)
11. Se Escapa Tu Amor (Acústico) (Canción de Tini: El Gran Cambio de Violetta)
12. Yo Te Amo A Ti (Canción de Tini: El Gran Cambio de Violetta)
13. Lo Que Tu Alma Escribe
14. Libre Soy (Canción de Frozen)
15. All You Gotta Do
16. Sorry (Justin Bieber Cover) / Crazy In Love (Beyoncé Break Dance)
17. Ya No Hay Nadie Que Nos Pare
18. En Mi Mundo (Canción de Violetta)
19. Great Escape
20. Siempre Brillarás (Canción de Tini: El Gran Cambio de Violetta)
21. Te Quiero Más

## Presentaciones
| Fecha                    | Ciudad        | País      | Lugar                                  |
| ------------------------ | ------------- | --------- | -------------------------------------- |
| Europa                   |               |           |                                        |
| 18 de marzo de 2017      | Madrid        | España    | Palacio Vistalegre                     |
| 25 de marzo de 2017      | Stuttgart     | Alemania  | Hanns Martin Schleyer Halle            |
| 26 de marzo de 2017      | Stuttgart     | Alemania  | Hanns Martin Schleyer Halle            |
| 28 de marzo de 2017      | Milán         | Italia    | Mediolanum Forum                       |
| 30 de marzo de 2017      | Roma          | Italia    | PalaLottomatica                        |
| 2 de abril de 2017       | Budapest      | Hungría   | Budapest Sports Arena                  |
| 3 de abril de 2017       | Cracovia      | Polonia   | Tauron Arena                           |
| 6 de abril de 2017       | Łódź          | Polonia   | Atlas Arena                            |
| 9 de abril de 2017       | Viena         | Austria   | Wiener Stadthalle                      |
| 11 de abril de 2017      | Múnich        | Alemania  | Olympiahalle                           |
| 12 de abril de 2017      | Zúrich        | Suiza     | Hallenstadion                          |
| 16 de abril de 2017      | Colonia       | Alemania  | Lanxess Arena                          |
| 17 de abril de 2017      | Hamburgo      | Alemania  | O2 World Hamburgo                      |
| 18 de abril de 2017      | Berlín        | Alemania  | O2 World                               |
| 20 de abril de 2017      | Oberhausen    | Alemania  | König Pilsener Arena                   |
| 21 de abril de 2017      | Oberhausen    | Alemania  | König Pilsener Arena                   |
| 23 de abril de 2017      | París         | Francia   | AccorHotels Arena                      |
| 3 de mayo de 2017        | Amberes       | Bélgica   | Sportpaleis                            |
| 6 de mayo de 2017        | Fráncfort     | Alemania  | Festhalle                              |
| 9 de mayo de 2017        | Fráncfort     | Alemania  | Festhalle                              |
| Latinoamérica            |               |           |                                        |
| 30 de junio de 2017      | Buenos Aires  | Argentina | Teatro Gran Rex                        |
| 1 de julio de 2017       | Buenos Aires  | Argentina | Teatro Gran Rex                        |
| 15 de julio de 2017      | São Paulo     | Brasil    | Citibank Hall                          |
| 8 de septiembre de 2017  | Lima          | Perú      | Anfiteatro del Parque de la Exposición |
| 10 de septiembre de 2017 | Santiago      | Chile     | Movistar Arena                         |
| 14 de octubre de 2017    | Buenos Aires  | Argentina | Teatro Gran Rex                        |
| 21 de octubre de 2017    | Córdoba       | Argentina | Plaza de la Música                     |
| 15 de enero de 2018      | Mar del Plata | Argentina | AcercArte                              |

## Antecedentes
El 6 de octubre de 2016, la cantante vía Instagram anunció la gira para 2017, mostrándose muy ilusionada y entusiasmada. Poco después se publicaron las primeras fechas para Europa en su página web oficial. Así mismo prometió que se anunciarían más fechas a nivel internacional a la brevedad.

## Actos de Apertura
- Alemania New Hope Club/ Mike Singer / Lisa and Lena
- Italia Greta Menchi.